# Klášter bosých augustiniánů (Tábor)
Augustiniánský klášter, přesněji klášter bosých augustiniánů s kostelem Narození Panny Marie v Táboře je rozsáhlá raně barokní stavba z let 1642–1666. Nachází se na náměstí Mikuláše z Husi v jihočeském Táboře. V minulosti budova sloužila jako věznice, dnes v bývalém klášteře sídlí vedení Husitského muzea. V roce 2019 byla dokončena celková rekonstrukce objektu.

## Historie

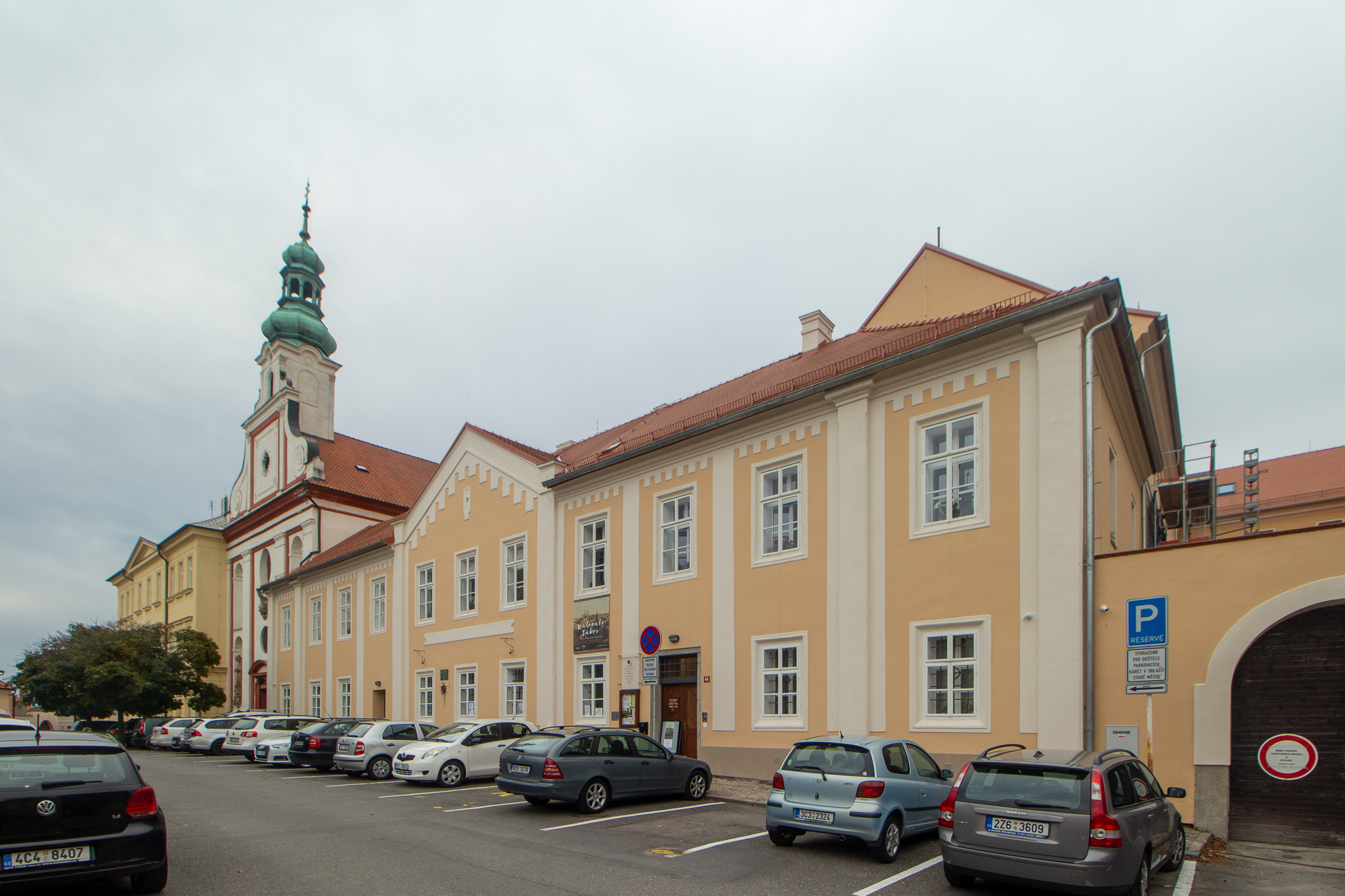
Klášter s kostelem Narození Panny Marie

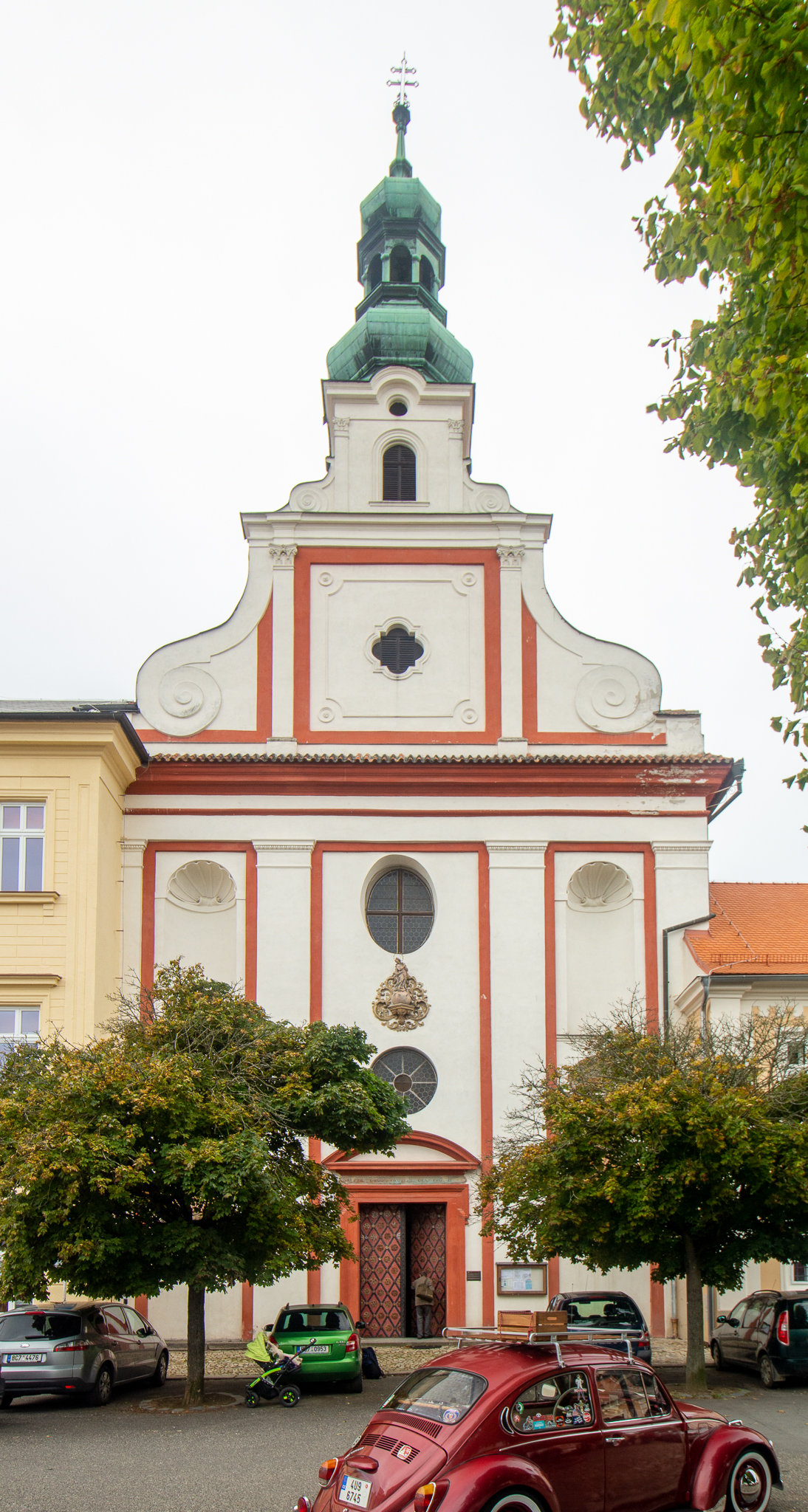
Klášterní kostel Panny Marie

Klášter byl založen v roce 1642 na místě starších domů, vypálených ještě v době švédského obléhání města za třicetileté války. Do Tábora, kde do té doby nebyl katolický klášter, byli vysláni bosí augustiniáni, aby zde šířili osvětu. Jako první byl vystavěn kostel Panny Marie a klášter vznikal postupně v letech 1642–1666 podle plánů pražského italského architekta Antonia de Alfieriho.
Augustniáni bosáci přišli do Tábora v roce 1640, hledajíce potravu pro svůj pražský konvent, ale i místo k usazení svých nadbytečných členů. Dostalo se jim vřelého přijetí císařským rychtářem Martinem Zbudovským a primasem Václavem Černým. Oba představení města si přáli, aby nějaký bohabojný řád se usadil ve městě kde – jak uvádí klášterní kronika – „kdysi nejničemnější z lidí (bipedum nequissimus) Žižka hanebné místo ohavných kacířů byl založil“. Městská rada propůjčila řeholníkům načas jeden dům k přebývání a vykázala jim za radnicí pustá místa, kde mohli vybudovat svůj klášter. Základní kámen kostela byl položen 8. září 1642, v den svátku zasvěceného narození Panny Marie. Stavba postupovala pomalu zejména pro neblahé události, jež stihly Tábor, a to vpád Švédů, zpustošení, mor a ochuzení města. Avšak řeholníci si dovedli získat obliby a tím i snadno dosáhli darů hlavně z pohřbívání na půdě kláštera. Vybudovali proto nejdříve v místech nynější soudní budovy malou kapli. Teprve v roce 1708 byly přeneseny pozůstatky pohřbených šlechticů a měšťanů do nové krypty pod kostelem. Protože místo určené pro kostel se nacházelo na samých západních hradbách města, nebylo možné kostel (oltář) orientovat na východ, jak je obvyklé, mimo to hrál u velkou úlohu také důvod, že řeholníci měli zřejmě na mysli získat před kostelem prostranství (náměstí – dnes nazvané Mikuláše z Husi). Toto vybudovali a považovali za svůj majetek. Celá stavba kostela i kláštera byla dokončena roku 1666 stavitelem Antonínem de Alfieri a to v těžkém italském barokním slohu. V archivních pramenech nelze vystopovat, že by táborští augustiniáni postupovali v rekatolizaci příkře. Spíše vykazovali i lidumilnou činnost a tou si získali značné obliby nejen ve městě, ale i na venkově, kde řada farností postrádala kněze. Tak administrovali táborští bosáci načas faru v Chotovinách, Hošticích a později i v Sudoměřicích u Bechyně. Obzvláště v době velkého moru roku 1680 vykonali za tehdejší nakažlivé epidemie obětavou prací při návštěvách umírajících. I jinak svojí činností konkurovali a podle názoru táborských historiků Thira a Koláře byla i domněnka, že bosáci prý znechutili nadějného děkana Michala Bartoloměje Zelenku, soběslavského rodáka, který r.1682 opustil Tábor a odešel do Brandýsa nad Labem. V písemnostech kláštera nelze najít, že by docházelo k nějakým neshodám mezi řeholníky a děkanem. Ani sám Zelenka se ve svém deníku o ničem nezmiňuje. Jestli byla nějaká nedorozumění, pak to byly neshody mezi děkanem a městem. Ty vyplývaly z toho, že město nesplnilo sliby dané děkanu Zelenkovi před jeho nastoupením do Tábora. Tohoto názoru byl nakonec i Karel Thir ve svém díle „Staré domy a rodiny táborské“ (str. 729). Ve svém deníku uvádí děkan Zelenka svou souběžnou pastorační činnost mezi farníky nakaženými morem. Taktéž zdůrazňuje, že dochází zaopatřovat postižené lidi a že denně se konají v kostele k Nejsvětější Trojici modlitby za odvrácení moru. Pochopitelně bosáci využili své obliby ku svému prospěchu, zejména hospodářskému. A tak z chudého řádu se stával vlivný činitel, s nímž muselo město nakonec počítat. Různými dary, odkazy, koupěmi a refundacemi si řeholních nashromáždili slušný majetek. Měli svůj dvůr v Klokotech, pole a louky, statek v Pasece, vlastní lékárnu, prodávali víno, půjčovali měšťanům peníze, vydržovali svůj noviciát, měli bohatou knihovnu a vyučovali měšťanské syny zejména latině. Vrchol své slávy byl na začátku 18. století. Jeho pozvolný soumrak začíná nástupem vlády Marie Terezie. Válka o dědictví rakouské a pak slezské války, dobytí Tábora pruskými vojáky roku 1744, při čemž došlo k poboření kláštera, dále vydržování vojáků a raněných, to vše mělo v Táboře za následek nejen utrpení obyvatelstva, ale též první ránu táborskému konventu. Pod vlivem josefinského osvícenství dopadala od roku 1765 z Vídně na všechny řehole rána za ranou. V důsledku státního absolutismu došlo pochopitelně k částečnému omezení církevní moci. Již roku 1782 začal Josef II. rušit kláštery těch řádů, které vedli rozjímavý život. Jejich jmění zabavoval a zřídil z něho náboženský fond. Z tohoto fondu bylo roku 1785 založeno biskupství budějovické a řada nových far. Téhož roku dopadla na augustiniánský řád bosáků poslední rána. Táborský konvent stejně jako bosáci v Praze, Německém Brodě a Lysé neušly josefinskému nařízení o zrušení klášterů. Tři posledně jmenované zanikly ihned. Táborskému konventu bylo zakázáno přijímat nové členy a byl ponechán „do vymření“. A tak roku 1816 nacházeli se v Táboře jen dva řeholníci, a když jeden z nich zemřel, poslední se odstěhoval do Lnářů u Blatné. Tam se klášter augustiniánů bosáků udržel jako jediný v Čechách až do roku 1950 a to za účelem, aby řeholníci spravovali tamní farnost. Je více než pravděpodobné, že poslední augustinián vzal s sebou z Tábora do Lnářů vše co se dalo, tedy část archivu a část bohaté klášterní knihovny. Část knih zůstala v Táboře na děkanství a byla začleněna do pozdější knihovny městského muzea.   
Klášter byl zrušen v rámci náboženských reforem císaře Josefa II., poslední člen řádu však zemřel až v roce 1819. V polovině 19. století byl klášter přestavěn na městskou věznici, která byla v provozu do 50. let 20. století. Objekt v této době utrpěl značné škody, zachovaly se však nápisy vězňů z druhé poloviny 19. století. Od padesátých let 20. století sloužil jako zkušebna Posádkové hudby Tábor až do jejího zrušení.[zdroj?]

### Novodobá historie
V roce 2019 byla dokončena celková rekonstrukce objektu kláštera. Opravami prošly pláště celé budovy, proběhla výměna oken a krovů včetně nové krytiny a nově přibyla muzejní knihovna. Revitalizován byl také rajský dvůr a ambit s galerií. 22. června 2019 byl objekt s expozicí Husitského muzea slavnostně otevřen pro veřejnost. Náklady na rekonstrukci objektu byly téměř 54 milionů korun.
Vzhled rajského dvora navazuje na původní barokní koncept a je charakteristický osově souměrným členěním na čtyři travnatá pole ohraničená dlážděnými cestami, po obvodu jsou výrazné prosklené arkády obnoveného ambitu, které byly v období věznice zazděny. Rajský dvůr je dějištěm řady kulturních akcí a je v letní sezóně zdarma přístupný spolu s Galerií Ambit, která slouží pro výstavy výtvarného umění a artefaktů.